# Scolecoseps litipoensis
Scolecoseps litipoensis är en ödleart som beskrevs av  Donald G. Broadley 1995. Scolecoseps litipoensis ingår i släktet Scolecoseps och familjen skinkar. Inga underarter finns listade i Catalogue of Life.